# Деива Марина
Деива Марина (итал. Deiva Marina) је насеље у Италији у округу Ла Специја, региону Лигурија.
Према процени из 2011. у насељу је живело 700 становника. Насеље се налази на надморској висини од 13 м.

## Становништво
| 1936. | 1951. | 1961. | 1971. | 1981. | 1991. | 2001. | 2011. |
| ----- | ----- | ----- | ----- | ----- | ----- | ----- | ----- |
| 1.475 | 1.449 | 1.481 | 1.600 | 1.588 | 1.546 | 1.463 | 1.438 |